# Antonio de Torres

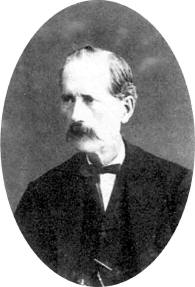
Antonio de Torres

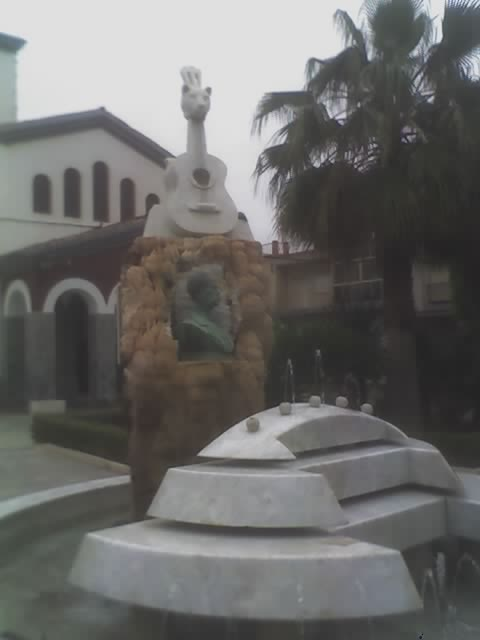
Monumento a Antonio de Torres en La Cañada de San Urbano.

Antonio de Torres Jurado (Almería, 13 de junio de 1817 - Almería, 19 de noviembre de 1892), conocido comúnmente por los guitarristas como Torres, fue un lutier,  considerado como el inventor de la guitarra actual tanto flamenca como clásica, equiparable a Antonio Stradivari en el violín. Se le conoce también como el «Padre de la guitarra». 
Nació en la barriada almeriense de La Cañada de San Urbano, y falleció en Almería capital. Torres es el que otorga el sonido y la forma actual a la guitarra. Sus guitarras son las primeras consideradas de concierto.

## Biografía

### Infancia en Almería (1817-1833)

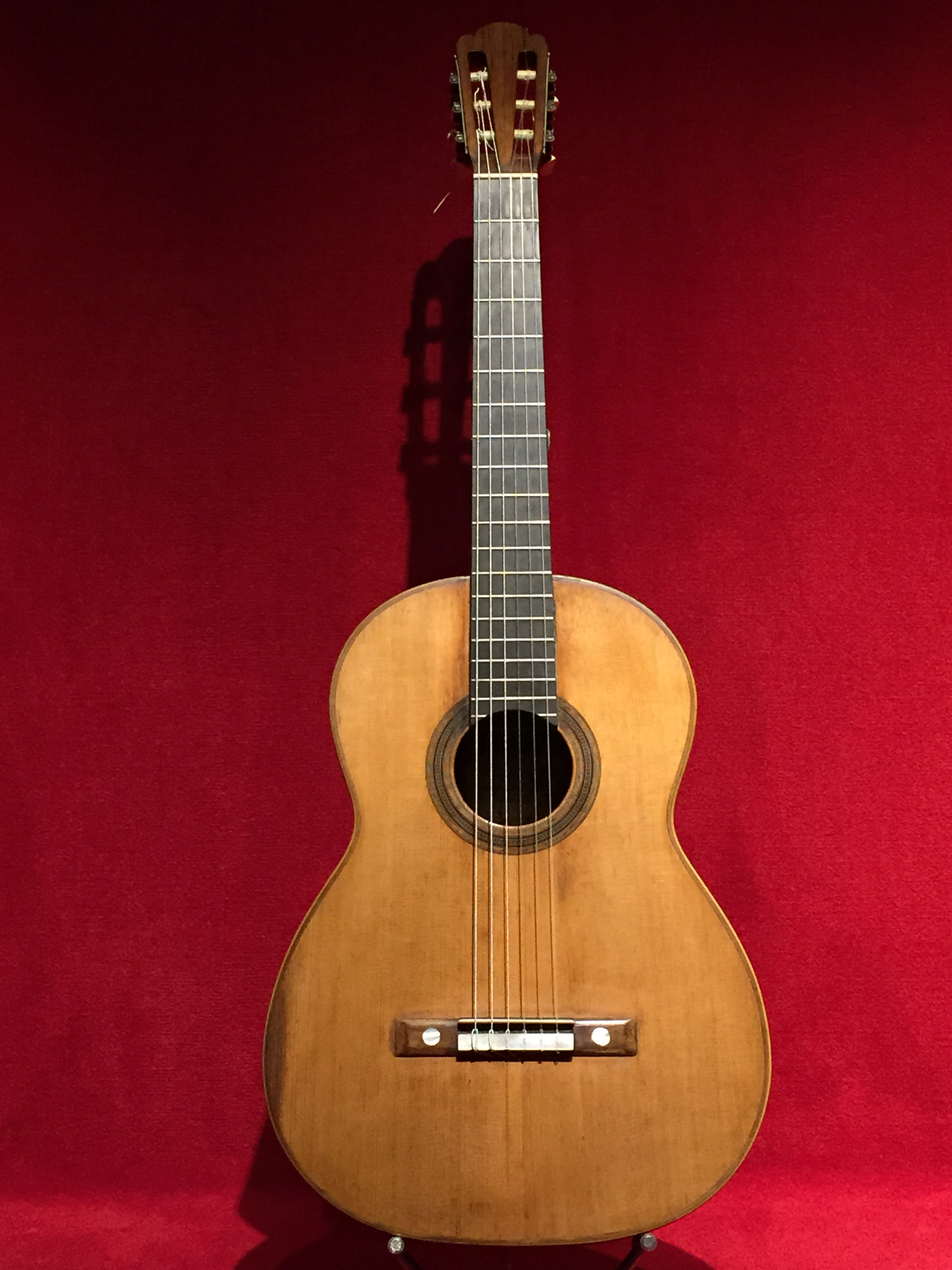
Guitarra de Antonio de Torres, FE 09 (1859), MDMB 626, en el Museo de la Música de Barcelona

El padre de Antonio de Torres, Juan Ramón de Torres García, fue un cobrador de impuestos del distrito de Almería. Sobre la madre de Torres, María del Carmen Jurado García, no se conocen datos de interés. En la época en que Torres nació, La Cañada de San Urbano era una zona periférica rural alrededor de la ribera del río Andarax, en la capital de Almería. Contaba con una población cercana a las cien familias, principalmente campesinos y pastores, que en su mayoría vivían en cortijos. Se desconocen datos relevantes sobre la infancia de Torres; sin embargo, según sus propias palabras, recogidas en el Diario de Barcelona en 1884, Torres pudo haber aprendido a tocar la guitarra con el célebre Dionisio Aguado, aunque este hecho no se ha podido demostrar.

### Etapa en Vera (1834-1845)
En el año 1834 se sitúa a Antonio de Torres en el padrón de la localidad almeriense de Vera. Cuando comenzaron las guerras carlistas en 1833, fue llamado a servir en el ejército. Según las cartas de su padre, debido a que Torres sufría de dolores crónicos de estómago, fue liberado del servicio militar el 11 de septiembre de 1834. Curiosamente, en la ficha de Torres dice que se le libera debido a malestares en el pecho. Al volver de Lorca, donde estuvo destinado, se formó como aprendiz de carpintero y artesano. En 1835 se casó con Juana López de Haro, con la que tuvo cuatro hijos, de los cuales solo les sobrevivió una, María Dolores. Tras pasar muchas penalidades debido a la falta de trabajo, se le hubieron de confiscar hasta en tres ocasiones varios bienes e instrumental de trabajo. Cuando todo parecía indicar que los Torres estaban en los límites de la pobreza, en 1838, se descubrieron en Vera unas minas de plata en el Barranco del Jaroso. Este hecho supuso un golpe de suerte en la vida de Torres, ya que se convirtió de la noche a la mañana en intermediario en la compraventa de acciones. En 1845 falleció su mujer Juana por una epidemia de tisis. Dejó a su única hija con sus suegros y a partir de 1847, mediante un Padrón de Vecinos que indica «Ausente en Granada», se le pierde la pista. 

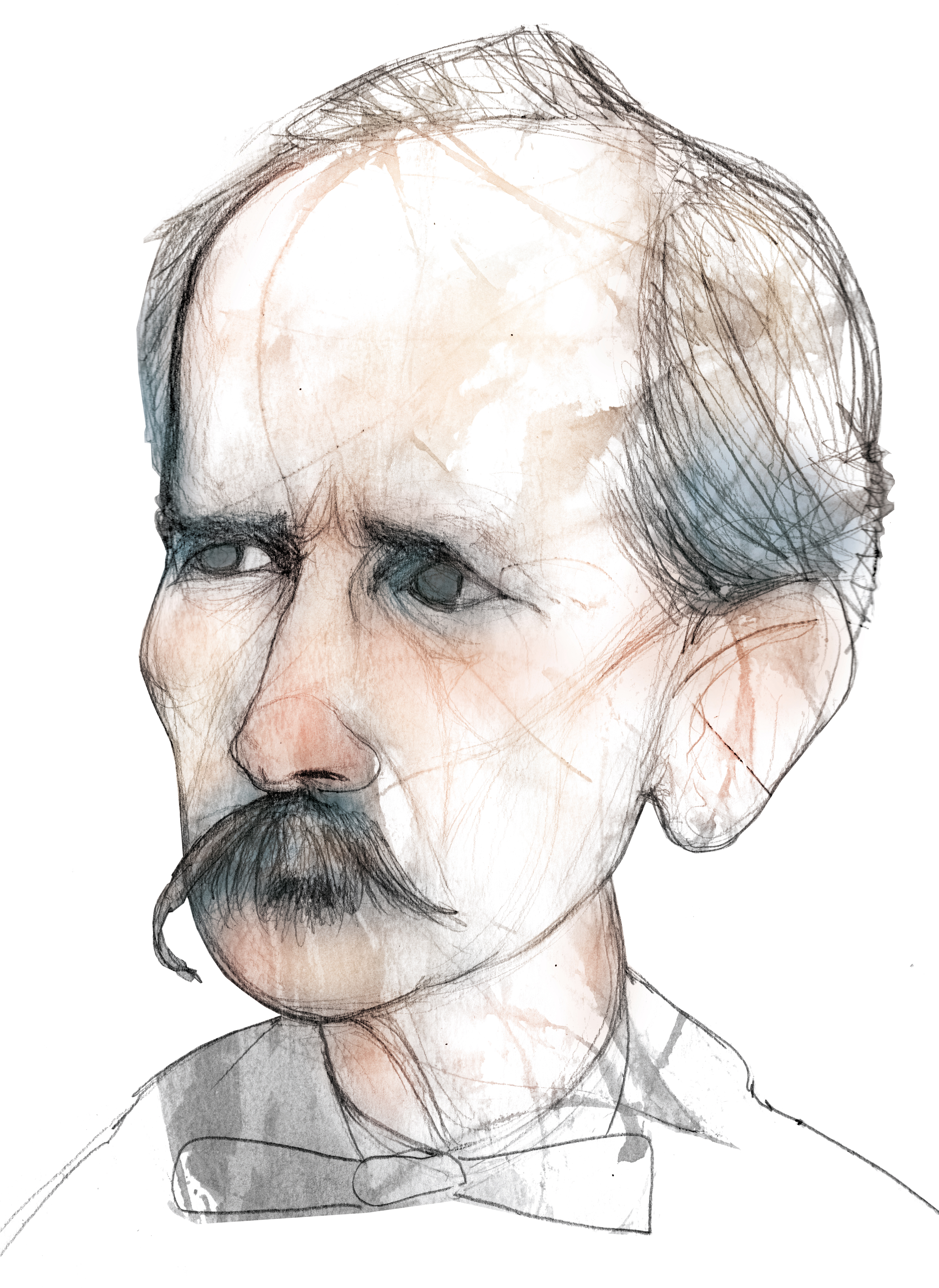
Retrato de Antonio de Torres por Eulogia Merle

### Sin documentos (1847-1852)
Desde el año 1847 hasta 1852 no existe ningún documento ni oficial, ni de prensa que lo ubiquen en ningún lugar. Aun así, se tiende a creer, por documentos no contrastados de los años 20 y 30 del siglo XX, que pudo estar algún tiempo en Granada aprendiendo en el taller del guitarrero José Pernas, también por el parecido de ciertos elementos de las primeras guitarras de Torres como la cabeza. No obstante, la primera guitarra documentada con fecha de Torres indica que está hecha en Almería en 1852 (Musée de la musique, París).

### Sevilla -  Primera Época (1853-1869)
En 1853 un anuncio de prensa reveló su presencia en Sevilla como constructor. A partir de ese año empezó a firmar sus etiquetas de guitarra allí. Aunque se le ubicó al principio en la calle Gallegos, son de la calle Ballestilla sus primeras guitarras catalogadas en Sevilla. Un poco más adelante trasladó su taller a la calle Cerrajería. En 1858 ganó una medalla en la Exposición de ese mismo año celebrada en la capital andaluza. Este hecho le otorgó notoriedad en el mundo de la construcción. Mediante un artículo publicado en el diario La Noche en 1936, se especula con el primer encuentro en Sevilla con el famoso guitarrista Julián Arcas, con quien forjó una amistad en el tiempo y lo animó a seguir trabajando en la construcción. Fue precisamente de esa relación de donde nació el que es hoy considerado el origen del toque flamenco, ya que en 1860 y con una guitarra Torres, Julián Arcas compuso e interpretó «la rondeña», primera pieza catalogada como flamenco en guitarra.
Torres volvió a casarse, esta vez con Josefa Martín Rosado, natural de Cartajima, Málaga, con la que tuvo cuatro hijos: Teodoro, Antonio, Matilde y Ana.
Esta etapa de su construcción se conoce como FE, que son las siglas de First Epoch (Primera Época), dado que la primera catalogación seria de la obra de Torres la realizó José Luis Romanillos, desde los años 70 hasta la publicación de su libro biográfico Antonio de Torres, Guitar Maker: His Life & Work, en 1987, y la realizó en inglés, idioma de su primera edición. De este modo, la guitarra que perteneció a Miguel Llobet, de 1859, se la conoce comúnmente como "la FE 09». Lo que pretendía Romanillos era equiparar, así, estas guitarras con las etiquetadas en Almería a partir de 1875, donde aparecerá siempre la inscripción (establecida por el propio Torres): Segunda Época (SE en catalogación).

### Almería - Segunda Época (1870-1892)
Pese a que hay guitarras datadas con fecha de 1867 en Almería, el regreso a su ciudad natal de manera permanente está recogido a través de documentos legales en 1870, debido probablemente a que la manufactura de guitarras no le proporcionaba suficientes ganancias para mantenerse, e influyendo con seguridad la etapa de crisis en la que se encontraba España tras el final del reinado de Isabel II y el comienzo del Sexenio Democrático, con el Gobierno Provisional. Compraron los Torres entonces una propiedad en Almería y emprendieron un negocio, instalando una tienda de loza en ella, donde comerciaron con porcelanas y vidrio. En 1883 fallece su segunda mujer, Josefa. Torres había reanudado la construcción de guitarras en 1875, que ya no cesaría hasta 1892, año en el que fallece, a esta etapa se la conoce como SE (Segunda Época), ya que así estaba descrita en las etiquetas del mismo Torres.

## Perpetuación del modelo de guitarra actual
Su modelo de guitarra fue recogido por constructores como Hermann Hauser I, el cual, en un encuentro con Miguel Llobet y Andrés Segovia, acoge el modelo de sus guitarras, que en el caso de Llobet era una Torres y en el de Segovia era una Ramirez/Santos Hernández, que ya era modelo Torres. Albert Augustine, Robert Bouchet, junto con los propios Hauser, Ramirez o Santos Hernández, entre otros, perpetuaron este patrón por los cinco continentes. 

## Datos de interés
Sus guitarras han sido y son tocadas por los más afamados guitarristas de los siglos XIX, XX y XXI, como Julián Arcas, Francisco Tárrega, Paco de Lucía, Emilio Pujol, Federico Cano, Miguel Llobet, Regino Sainz de la Maza, Andrés Segovia, Narciso Yepes, Pepe Romero, David Russell, Stefano Grondona, Andrew York, Carles Trepat, etc.
Los compositores encontraron en las “Torres” la herramienta, que les permitía poder crear una nueva forma de hacer composición musical, en lo que se conoció como el Renacimiento de la Guitarra. Por nombrar a algunos, Enrique Granados, Manuel de Falla, Heitor Villa-Lobos o Joaquín Rodrigo. El mismo Isaac Albéniz que nunca llegó a componer nada para guitarra, en sus últimos años le dijo emocionado a Francisco Tárrega, tras escuchar Granada interpretada con su guitarra Torres, que así era como él había concebido la obra.

## Museo
En la ciudad de Almería abrió el 20 de diciembre de 2013 el Museo de la Guitarra Española Antonio de Torres. El Museo es un centro expositivo e informativo no solo de la guitarra, sino también de su máximo precursor, el lutier almeriense Antonio de Torres, considerado el padre de la guitarra contemporánea.
En la inauguración del museo se entregaron unas estatuillas con la silueta de una guitarra diseñada por Torres a guitarristas y músicos, así como también a personalidades que han contribuido con su aportación a este espacio museográfico. Se ha reconocido a Carlos González, Gerundino Fernández, Carles Trepat, José Antonio Villalba, Juan Miguel González y a José Luis Romanillos.